# Carin Strömberg
Carin Ingrid Mimmi Strömberg (født 10. juli 1993 i Stockholm) er en svensk håndboldspiller, der spiller for Vipers Kristiansand og Sveriges kvindehåndboldlandshold. Hun har tidligere spillet for Skuru IK i hjemlandet og Viborg HK i Danmark, i årene 2016 til 2021.
Hun fik debut ved en slutrunde ved VM i kvindehåndbold 2015 i Danmark. Hun har siden 2019 været den svenske landsholdsanfører. Hun blev sammen med resten af det svenske hold nummer fire ved Sommer-OL 2020 i Tokyo.
Hun vandt i maj 2021 sølv med Viborg HK i Bambusa Kvindeligaen 2020-21 i hendes sidste sæson i klubben.

## Meritter
- Damehåndboldligaen:
  - Sølv: 2021
  - Bronze: 2018, 2020
- EHF Cup:
  - Semifinalist: 2018, 2019